# Pablo César Aimar
Pablo César Aimar (Río Cuarto, 3 de novembre de 1979) és un exfutbolista professional argentí. Jugava de centrecampista ofensiu o de segon davanter. Actualment és l'entrenador de la selecció argentina sub-17.
Ha participat en dos mundials amb la selecció argentina: el de Corea i Japó 2002 i el d'Alemanya 2006.

## Biografia
Va començar la seva carrera esportiva en Estudiantes de Río Cuarto, després passa a formar part de les files de River Plate i amb tot just 19 anys ja era l'ídol de l'equip. Va debutar en primera divisió l'11 d'agost de 1996, marcant el seu primer gol el 20 de febrer de 1998 quan jugava enfront de Rosari Central. En el seu primer torneig Apertura va aconseguir ficar quatre gols.
Ocupà el lloc de centrecampista ofensiu, encara que també es desenvolupava com segon davanter. Era un jugador hàbil, de gran pegada, molt bona visió de joc i també molta arribada i gol.
Va jugar en la selecció sub-17 i en la selecció absoluta. La temporada 2000/01 va ser fitxat pel València CF, on, com la gran majoria de jugadors argentins, va tenir una difícil adaptació al futbol europeu. Després de diversos anys, va aconseguir fer-se un lloc en l'equip i va ser un dels ídols més aclamats de l'afició merengota, sent considerat com un dels jugadors amb més tècnica que ha passat pel conjunt valencianista. Tot i així, les lesions i la falta d'entesa amb entrenadors i directiva del club provocava un cert malestar que acabà en l'estiu de 2006 quan va fitxar pel Reial Saragossa, després d'un desembors de 10,2 milions d'euros per part de l'entitat aragonesa, ingressant així en un equip ple de compatriotes i tornant a liderar un gran club espanyol.
La primera temporada al Reial Saragossa, Aimar quallà una gran temporada assolint la classificació a la Copa de la UEFA. A pesar que les lesions de genoll i musculars van començar a minvar el seu nivell a mitjan any, Aimar s'ha alçat com el líder en atac del Saragossa.
Va participar en dues ocasions a la cita màxima del futbol mundial: les copes del món del Japó-Corea el 2002 i Alemanya el 2006.
En el 2007 va rebre el Trofeu EFE, atorgat per l'Agència EFE, al millor jugador iberoamericà de la Primera Divisió espanyola en la temporada 2005/06, transformant-se en el cinquè argentí a rebre la distinció.

## Títols

### Nacionals
| Títol                       | Club        | Any     |
| --------------------------- | ----------- | ------- |
| Torneig Apertura            | River Plate | 1997    |
| Torneig Apertura            | River Plate | 1999    |
| Torneig Clausura            | River Plate | 2000    |
| Lliga espanyola             | València CF | 2001-02 |
| Lliga espanyola             | València CF | 2003-04 |
| Copa de la Lliga portuguesa | SL Benfica  | 2008-09 |
| Lliga portuguesa            | SL Benfica  | 2009-10 |
| Copa de la Lliga portuguesa | SL Benfica  | 2009-10 |

### Internacionals
| Títol                        | Equip              | Any     |
| ---------------------------- | ------------------ | ------- |
| Campionat Sud-americà sub-20 | Argentina (sub-20) | 1997    |
| Supercopa Sud-americana      | River Plate        | 1997    |
| Campionat del Món sub-20     | Argentina sub-20   | 1997    |
| Campionat Sud-americà sub-20 | Argentina sub-20   | 1999    |
| Copa de la UEFA              | València CF        | 2003-04 |
| Supercopa d'Europa           | València CF        | 2004    |

### Distincions individuals
| Distinció  | Any  |
| ---------- | ---- |
| Trofeu EFE | 2007 |